# Masataka Yamawaki

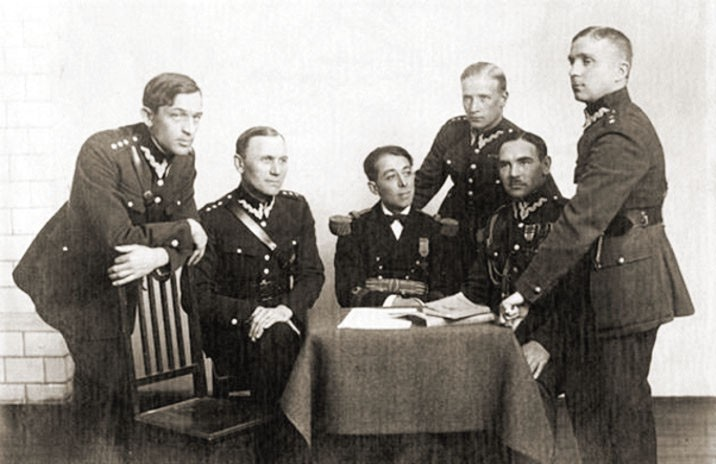
Oficerowie Biura Szyfrów. Od lewej: Jakub Plezia, Jerzy Suryn, Masataka Yamawaki, Paweł Misiurewicz, Franciszek Pokorny, Maksymilian Ciężki. Początek lat 20. XX w.

Masataka Yamawaki (jap. 山脇 正隆 Yamawaki Masataka; ur. 2 marca 1886, zm. 21 kwietnia 1974) – japoński generał, wcześniej dwukrotnie (1921-22, 1934-35) attaché wojskowy w Polsce, kawaler Orderu Virtuti Militari.

## Życiorys
Urodził się w 1886 w rodzinie wytwórców ceramiki w ówczesnej prowincji Tosa, zarządzanej przez klan Yamauchi (ob. prefektura Kōchi). W 1905 ukończył Szkołę Oficerską Sił Lądowych (Rikugun-shikan-gakkō), a w 1914 Wyższą Szkołę Wojsk Lądowych (Rikugun-daigakkō). Następnie został przydzielony w 1916 do Generalnego Inspektoratu Edukacji Wojskowej (Kyōiku-sōkanbu). 
W 1917 został oddelegowany do Rosji. W Piotrogrodzie miał uczyć się języka rosyjskiego i studiować nauki wojskowe. Po przewrocie bolszewickim (rewolucji październikowej) był zmuszony wrócić do kraju, gdzie ponownie skierowano go do Inspektoratu Edukacji. 
W 1919 w stopniu kapitana został wysłany do Europy z zadaniem obserwacji sytuacji w Rosji z jednego z państw europejskich. Wybrał Polskę, gdyż w czasie pobytu w Paryżu spotkał się z Ignacym Paderewskim i Romanem Dmowskim, od których otrzymał zaproszenie. 14 maja 1919 zgodę na przyjazd Japońskiej Misji Wojskowej wydał rząd Polski, a w następnym miesiącu Yamawaki przybył do Polski jako przedstawiciel japońskiego Sztabu Generalnego (Rikugun-sanbō-honbu), czyli zanim doszło do oficjalnej wymiany attaché wojskowych Polski i Japonii.
Japońska Misja Wojskowa dzieliła się z polskim Sztabem Generalnym informacjami dotyczącymi wydarzeń na Syberii i Dalekim Wschodzie. W tym okresie Yamawaki podróżował po Polsce, odbywał spotkania z polskimi oficerami i zapoznawał się z zasobami i potencjałem polskiej armii i gospodarki, a także z bieżącą sytuacją frontową, w tym stanem terenów odbitych z rąk bolszewików. W swoich raportach opisywał także bieżącą sytuację polityczną w Polsce. Polskie Ministerstwo Spraw Zagranicznych, znając charakter jego działalności, udzielało mu przepustek i ułatwiało odbywanie podróży po kraju. Osobiście angażował się w sprawę tworzenia poselstwa polskiego w Japonii. 9 maja 1920 r. Yamawaki był świadkiem defilady wojsk polskich w Kijowie.
16 maja 1921 został mianowany attaché wojskowym w Polsce. Na tym stanowisku udało mu się doprowadzić do szerszej współpracy m.in. w zakresie kryptologii. Zależało mu bowiem na szkoleniu japońskich specjalistów w tej dziedzinie, którzy – zwłaszcza w siłach lądowych – byli bardzo opóźnieni w porównaniu z innymi mocarstwami, a także z Polską. Nadzorował współpracę w zakresie szkolenia Japończyków w łamaniu sowieckich szyfrów. 
Po powrocie do Japonii w 1922 pełnił kolejne funkcje w armii. Został przydzielony do 22 Pułku Piechoty, gdzie z dowódcy batalionu awansował w 1931 do rangi dowódcy tego pułku. Był w tym czasie m.in. kierownikiem sekcji w jednym z biur Sztabu Generalnego (1929) i szefem referatu w Generalnym Inspektoracie Edukacji Wojskowej (1932). 
W latach 20. i 30. miał duży wpływ na kształtowanie polityki japońskiej wobec Polski i w latach 1934–1935 ponownie był attaché wojskowym w Polsce.
Po powrocie do kraju został awansowany na stopień generała porucznika i mianowany szefem Departamentu Wyposażenia (Seibi-kyoku) w Ministerstwie Armii (Rikugun-shō, znane również jako Ministerstwo Wojny). W 1938 objął stanowisko zastępcy generalnego inspektora oświaty wojskowej, a 10 grudnia tego samego roku został mianowany wiceministrem wojny i pełnił tę funkcję do 1939 roku. Następnie został ponownie powołany do czynnej służby i od kwietnia 1939 dowodził 3. Dywizją operującą w Chinach, a od kwietnia 1940 armią w Mongolii. W 1941 został przydzielony do Sztabu Generalnego i przez kilka miesięcy był komendantem Wyższej Szkoły Wojsk Lądowych, po czym przeniesiono go do rezerwy. 
We wrześniu 1942 ponownie został powołany do służby czynnej i objął dowództwo Armii Obrony Borneo, która została dwa lata później przemianowana na 37. Armię. Sprawował tę funkcję do grudnia 1944, kiedy odszedł na emeryturę. 
W 1948 został aresztowany i osadzony w tokijskim więzieniu Sugamo, oskarżony przez władze australijskie o zbrodnie wojenne, m.in. zamordowanie jeńców. W procesach prowadzonych na wyspie Manus w latach 1950–1951 został uniewinniony i zwolniony.
Zmarł w 1974 roku. W grudniu 2006 roku ukazała się książka o nim, pt.: „Masataka Yamawaki: Ostatni generał armii, który kochał pokój” (jap. Heiwa wo aishita saigo no rikugun-taishō Yamawaki Masataka). Autor Yoshimasa Myōjin wiele pisze o długim pobycie generała w więzieniu, ale niewiele o jego procesach na wyspie Manus.

## Awanse
- 1 sierpnia 1929 – pułkownik[10]
- 1 sierpnia 1934 – generał major[10]
- 1 listopada 1937 – generał porucznik[10]
- 22 września 1944 – generał[10]

## Odznaczenia
- Krzyż Srebrny Orderu Wojskowego Virtuti Militari nr 6085[2][11]